# Дослідницький центр ван кедісі

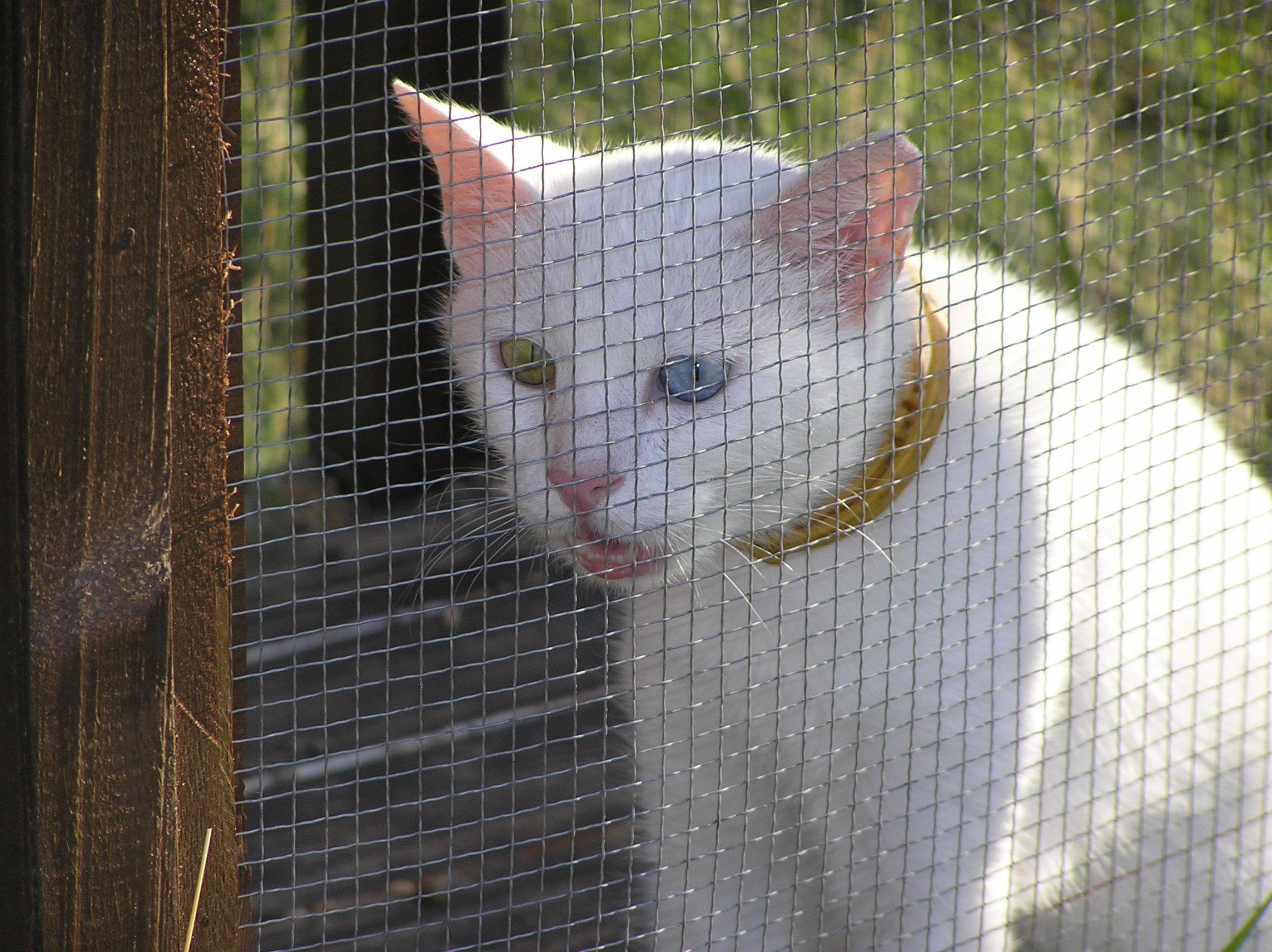
Повністю біла, з різним кольором очей, короткошерстна «Ван Кедісі»

Дослідницький центр ван кедісі — дослідницький центр з розведення породи котів, повністю білих, з різним кольором очей породи ван кедісі (ванської кішки), яка була виведена на базі Ванського Університету.

## Історія створення
У Туреччині кішкою породи Турецький ван вважається повністю біла кішка з різним кольором очей, як короткошерстна, так і напівдовгошерстна, яких називають «ван кедісі», що перекладається як «кішка з Вана». В останні роки 20-го століття на базі Ванського Університету був створений Дослідницький центр ван кедісі («Дім ванської кішки»), в якому здійснюється розведення і дослідження повністю білих кішок цієї породи з різним кольором очей. За даними 2006 року, в Центрі нараховувалося близько 100 кішок різного віку . Центр відкритий для відвідування туристами (вартість вхідного квитка складає 1 турецьку ліру) .

## Про ван кедісі, що перебувають у Центрі
Ван кедісі, згідно з описом Центру, характеризується як кішка з унікальними особливостями: довгою білою шовковистою шерстю, подовженим корпусом, ходою тигра, довгим пухнастим лисячим хвостом, різним кольором очей, також вона розумна, спритна, доброзичлива, любляча та віддана господарю. Згідно з тим же описом, ван кедісі — кішка невеликого розміру з масою тіла дорослих особин котів близько 3600 г і кішок 2900 г.

## Умови утримання ван кедісі в Центрі

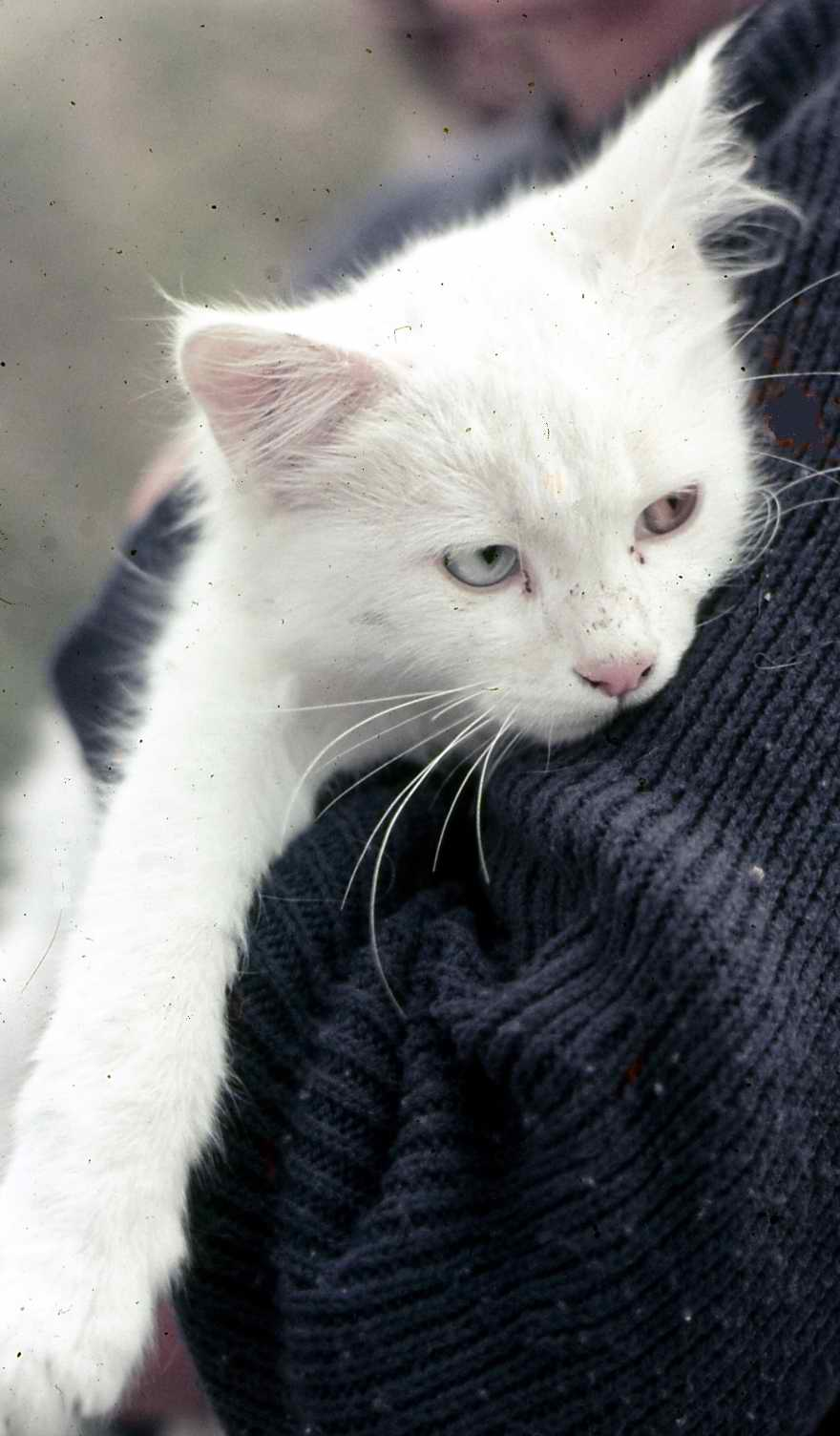
Повністю біла ван кедісі в Дослідницькому центрі ван кедісі

Однак умови утримання кішок в Центрі є не зовсім задовільними, а програма розведення засвідчила свою неефективність, що призвело до значного скорочення кількості кішок у Центрі. Звісно ж, основною проблемою є недостатність фінансування, оскільки розведення будь-яких повністю білих домашніх тварин, включаючи кішок, без в'язок з небілими призводить в більшості випадків до народження нежиттєздатного потомства і спричиняє різні генетичні розлади. До того ж, нащадки від в'язки повністю білих і небілих кішок складають значну кількість, і таких кошенят, які, звісно ж, не є чистокровними «ван кедісі», також необхідно утримувати. Крім того, не всі повністю білі «ван кедісі» мають різний колір очей, а значить, вони не вважаються в Туреччині представниками даної породи. Разом з тим, урядова програма, коли особам, які взяли в дім ван кедісі, виплачувалося щомісячно близько 200 доларів США в національній грошовій одиниці, була припинена, що також вплинуло на зменшення кількості кішок. Незважаючи на те, що сама ідея створення центру розведення домашньої кішки є позитивною, спільне утримання великих груп домашніх кішок у великих вольєрах і без постійного спілкування з люблячим господарем є досить проблематичним і навряд чи сприяє вихованню тварин, здатних жити під одним дахом з людиною .

## Дослідження, що проводяться в Центрі
На факультеті ветеринарії Ванського університету був проведений ряд досліджень ван кедісі. В результаті дослідження груп крові 85 повністю білих кішок цієї породи з популяцій на території Туреччини було встановлено, що 40 % мали кров групи А, а 60 % — групи В (для порівняння було наведено дані повністю білих анкара кедісі з популяцій на території Туреччини: з 28 кішок типу ангорських 53,6 % мали кров групи А, а 46,4 % — кров групи В). Групи крові АВ у досліджених кішок не було виявлено. При переливанні крові і в розведенні кішок слід визначати групи крові і враховувати, яка група крові у тієї чи іншої кішки, так як можливі ускладнення через несумісність. До прикладу, кішкам, які мають одну групу крові, не можна переливати кров іншої групи крові, а також зводити кішок різних груп крові. Іншими дослідженнями були охоплені найрізноманітніші кішки з популяцій, що живуть на території Туреччини. Загальна кількість тварин склала 301, з яких 220 мали кров групи А, 74 кров групи В, а 7 мали групу крові АВ, при тому, що в східній частині Туреччини кількість кішок, які мають групу В, менше, ніж в західній Туреччині. Тобто, згідно з даними цих двох досліджень, серед ван кедісі походженням зі східної Анатолії велику частину складають кішки з групою крові (В) і є більш поширеною серед популяцій кішок із західної Туреччини. Водночас серед анкара кедісі походженням із західної Туреччини більшу частину складають кішки з групою крові (А), і їхня популяція менш поширена серед популяцій кішок із західної Туреччини.